# Katapultsæde
Katapultsæder ((græsk): katapéltēs for kastemaskine) anvendes på hurtige fly til at redde piloten ud i nødsituationer. Under 2. verdenskrig kunne jagerpiloter forlade deres ødelagte fly ved eventuelt at vende flyet på ryggen og lade sig falde ud af flyet. Da der ved hurtige fly, især jetdrevne fly, var mulighed for at piloten kunne ramme halefinnen, indførte man katapultsædet. Katapultsædet giver også piloten en meget større chance for at foretage og overleve et udspring fra lav højde.
De første katapultsæder blev drevet af en krudtladning, hvilket gav en meget voldsom acceleration (20 G) ved affyringen. Denne voldsomme acceleration kunne give rygskader af mere eller mindre alvorlig karakter. Ældre krudtdrevne katapultsæder krævede en minimumshøjde for at fungere sikkert og give faldskærmen tid til at åbne sig. Senere krudtdrevne katapultsæder, f.eks. visse sæder fremstillet af Martin-Baker fabrikken havde ikke en minimumshøjde, men derimod en minimumshastighed for sikker anvendelse, dvs. at de kunne udløses på banen under start og landing, forudsat at hastigheden var mere end 90 knob.
Senere katapultsæder anvender raketter, der har en betydelig 'blødere' acceleration (12 G), hvilket er mere skånsomt for ryggen. De fleste raketdrevne katapultsæder fungerer selvom flyet står stille på jorden, såkaldte zero-zero sæder. De aller nyeste sædetyper kan selv vurdere flyets stilling i luften og dreje raketdyserne, så katapultsædet altid flyver opad.

## I begyndelsen
Selvom katapultsæder oftest anvendes af jetjagere, blev de første anvendt af propeljagere. De svenske Saab 21 og de tyske Dornier Do 335 Pfeil blev drevet af skubbende propeller, der kunne skade en pilot, der sprang ud af flyet. Bofors udviklede i 1943 et krudtdrevet sæde og Heinkel udviklede et trykluftsdrevet katapultsæde samtidig med et system der bortsprængte propelbladene. Den 13. januar 1942 blev Helmut Schenk som den første reddet af sit katapultsæde. Alle tyske jet- og raketfly havde katapultsæder, dog ikke alle udgaver. De britiske meteorjetpiloter fløj uden katapultsæde i 2. verdenskrig, da det første britiske katapultsæde først blev afprøvet i juli 1946. Planer om bortsprængning af Meteorens T-hale var langt fremme som en nødløsning.
I fly udstyret med flere raketdrevne katapultsæder affyres de enkelte sæder i en bestemt sekvens, nemlig de bageste først. Dette skal forhindre, at folk i bagsæderne forbrændes af de forreste sæders raketudstødnng. Denne fremgangsmåde forhindrer også, at katapultsæderne kolliderer med hinanden.
I fly med krudtdrevne katapultsæder er der ikke det samme problem med hensyn til forbrændinger, men alligevel er reglen som oftest, at de bageste sæder affyres først.
Det engelske firma Martin-Baker Aircraft udviklede mange katapultsæder i tidens løb og besætningsmedlemmer (fra 1946 til d.d. i alt 7333), der er reddet af et Martin-Bakersæde tilhører den eksklusive Ejection Tie Club.
Et af de bedste katapultsæder i dag er de russiske K-36D, fremstillet af Zvezda. Små 'armlæn' fixerer pilotens arme ved affyringen.

## Eksempel på udskydning
1. Piloten trækker i udløserhåndtaget, som kan være anbragt i armlænene eller i forkanten på sædet (tidligere blev et gardin hevet ned foran ansigtet).
2. Sprængladninger løsner cockpittaget – raketmotorer og fartvinden fjerner cockpittaget.
3. Raketmotorer i katapultsædet løfter sædet ud af flyet. Små hjul på sædet dirigerer sædet ud af cockpittet og et teleskopisk rør sørger for den korrekte udskydningsretning.
4. Lige før udskydningen bliver pilotens underben automatisk fastlåst til sædet.
5. Efter udskydningen vil en lille skærm, en såkaldt pilotskærm stabilisere katapultsædets fald.
6. Hvis udskydningen foretages i større højde (normalt over 10000 fod), vil piloten først blive frigjort fra sædet, når denne højde passeres, og samtidig udfoldes pilotens faldskærm – ved hjælp af før omtalte pilotskærm. Proceduren foregår helt automatisk, men der er et manuelt backup system.
7. Hvis udskydningen foretages fra højder under (normalt) 10000 fod, bliver piloten frigjort fra sædet umiddelbart efter udskydningen med efterfølgende udfoldelse af pilotens faldskærm.
8. Under piloten vil der i en ca. 10 meter lang line hænge en container med en oppustelig gummibåd. Denne container fungerede som en sædepude for piloten, medens faldskærmen fungerede som rygpude.

- Selerne strammes T=0
- Raketmotoren tændes T+0,33 sek
- Raketmotoren slukker T+1,24 sek
- Hovedskærm åbner sig, piloten frigøres fra sædet T+2,0 sek
- Landing med fuldt åbnet faldskærm

## Katapultsæder iFlyvevåbnet
De første jetjagere, der blev leveret til Danmark efter 1945, var engelske Gloster Meteor-jagere, hvoraf de første versioner ikke havde katapultsæder installeret. F-84E/G Thunderjet havde et krudtdrevet sæde.
T-33A Shooting Star, RF-84F Thunderflash, F-86D Sabre og F-100D/F Super Sabre havde alle ved leveringen amerikanske krudtdrevne sæder, som senere blev udskiftet med mere moderne Martin-Baker sæder (Mk. 5).
Hawker Hunter havde et krudtdrevet Martin-Baker sæde.
F-104G Starfighter fik sit amerikanske sæde udskiftet med et Martin-Baker raketdrevet sæde (Mk. 7).
Saab F-35 Draken beholdt sit svensk fremstillede raketdrevne sæde.
F-16 Fighting Falcon har et amerikansk raketdrevet sæde (ACES II).

## Kuriosa
Under Vietnamkrigen blev mange nedskudte amerikanere krigsfanger. For at undgå dette blev et katapultsæde med indbygget gyrokopter foreslået. SAVER (Stowable Aircrew Vehicle Escape Rotoseat) skulle efter nedskydningen udfolde tre rotorblade og en lille propelmotor skulle flyve piloten mod egne linjer. Systemet blev fundet uigennemførligt da sædet ville blive for tungt.
F-111 er et hurtigt 2-sædet bombefly uden katapultsæder. Derimod kan hele cockpitsektionen på 1,5 tons frigøres fra flyet med raketkraft, og den daler til jorden i en 15 m stor faldskærm. Airbags (Impact attenuation bag) tager imod landingsstødet og flydesække tillader cockpitsektionen at flyde. Det er klart, at systemet har sine fordele, cockpitsektionen holder på varmen ved nødlanding på havet eller i polaregne, og besætningen er samlet, men også sine ulemper – det er dyrt, kompliceret og tungt. Af disse årsager har ingen af de nyeste kampflytyper (F-22, JSF, Super Hornet, etc.) da heller et lignende system installeret. Holdningen er, at et moderne katapultsæde giver de ombordværende en endog meget stor sikkerhed for at overleve en udskydning fra zero-zero til flyets max. højde og ved alle hastigheder. Skader opstået i forbindelse med en udskydning med et moderne katapultsæde er sjældne. Det 4-sædede bombefly B-1 og rumfærgen skulle have haft et lignende system, men det blev vraget af vægtgrunde.
XB-70 Valkyrie , der var prototypen på det 2-sædede mach.3 bombefly B-70, havde en kapsel til hver pilot, som man kørte sit sæde baglæns ind i, lukkede nogle muslingeskal-lignede døre og udløste udskydningsmekanismen. Der blev kun bygget 2 prototyper, inden projektet blev annulleret. Den ene prototype kolliderede med en F-104, og piloterne måtte forlade flyet. Den ene pilot omkom, da han på grund af store g-kræfter var ude afstand til at få sit sæde kørt ind i kapslen – den anden pilot blev alvorligt kvæstet, da han glemte at udløse en airbag, så hans kapsel landede meget hårdt.
I de russiske Kamov Ka-50 Black Shark-kamphelikoptere vil en trækraket hive piloten/skytten ud af flyet til en minimumshøjde hvor faldskærmen kan åbne sig. Zvezda K-37 kan bruges ved op til 400 km/t og sprængbolte på hovedrotorbladene frigør kort tid inden rotorbladene i samme retning, indenfor ét rotoromløb.
Kosmonauterne der fløj Vostok-fartøjerne forlod rumkapslen i 7 km højde med katapultsædet. Det skyldtes at den ballistiske vostokkapsel landede for hårdt. Kosmonauterne var iført trykdragter og da Jurij Gagarin ikke landede i sit fartøj ville hans højderekord ikke kunnne anerkendes af FAI (Fédération Aéronautique Internationale) dengang. Gagarin blev derfor beordret til at lyve om at han ikke landede i kapslen.
Nogle jetbombefly har ikke katapultsæder til alle om bord. I RAF's Canberra og V-bombefly havde kun piloterne katapultsæder – filosofien var at mens piloterne holdt flyet på ret køl kunne de andre hoppe ud af lugen i bugen. I B-52 Stratofortress vil to af besætningsmedlemmerne (navigatøren og bombekasteren) skydes ud af lemme i gulvet. Det skyldes at de sidder i etagen under cockpittet – disse sæder kræver 76 meters minimumshøjde eller at flyet er på ryggen.
Rumfærgen Columbia havde på sine første fem flyvninger installeret katapultsæder til pilotastronauterne. Selvom de senere blev fjernet var forstærkningerne med til at gøre Columbia tungere end de andre rumfærger.